# Mirollia formosana
Mirollia formosana är en insektsart som beskrevs av Tokuichi Shiraki 1930. Mirollia formosana ingår i släktet Mirollia och familjen vårtbitare. Inga underarter finns listade i Catalogue of Life.